# Morpho felderi
Morpho felderi är en fjärilsart som beskrevs av Le Moult 1926. Morpho felderi ingår i släktet Morpho och familjen praktfjärilar. Inga underarter finns listade i Catalogue of Life.